# Surfontaine
Surfontaine est une commune française située dans le département de l'Aisne, en région Hauts-de-France.

## Géographie

### Localisation
Surfontaine est un village rural de Thiérache dans l'Aisne situé à 16 km à vol d'oiseau au sud-est de Saint-Quentin, 20 km au sud-ouest de Guise, 48 km de Hirson et 58 km de la frontière Belge, 23 km au nord-ouest de Laon et 16 lm au nord-est de Tergnier.
Desservi par des voiries d'intérêt local, il est aisément accessible depuis l'autoroute A26

### Communes limitrophes
Les communes limitrophes sont La Ferté-Chevresis, Nouvion-et-Catillon, Renansart, Ribemont, Séry-lès-Mézières et Villers-le-Sec.
|                   | Villers-le-Sec |                    |
| Séry-lès-Mézières | Surfontaine    | La Ferté-Chevresis |
|                   | Renansart      |                    |

### Hydrographie
La commune est située dans le bassin Seine-Normandie. Elle n'est drainée par aucun cours d'eau,.

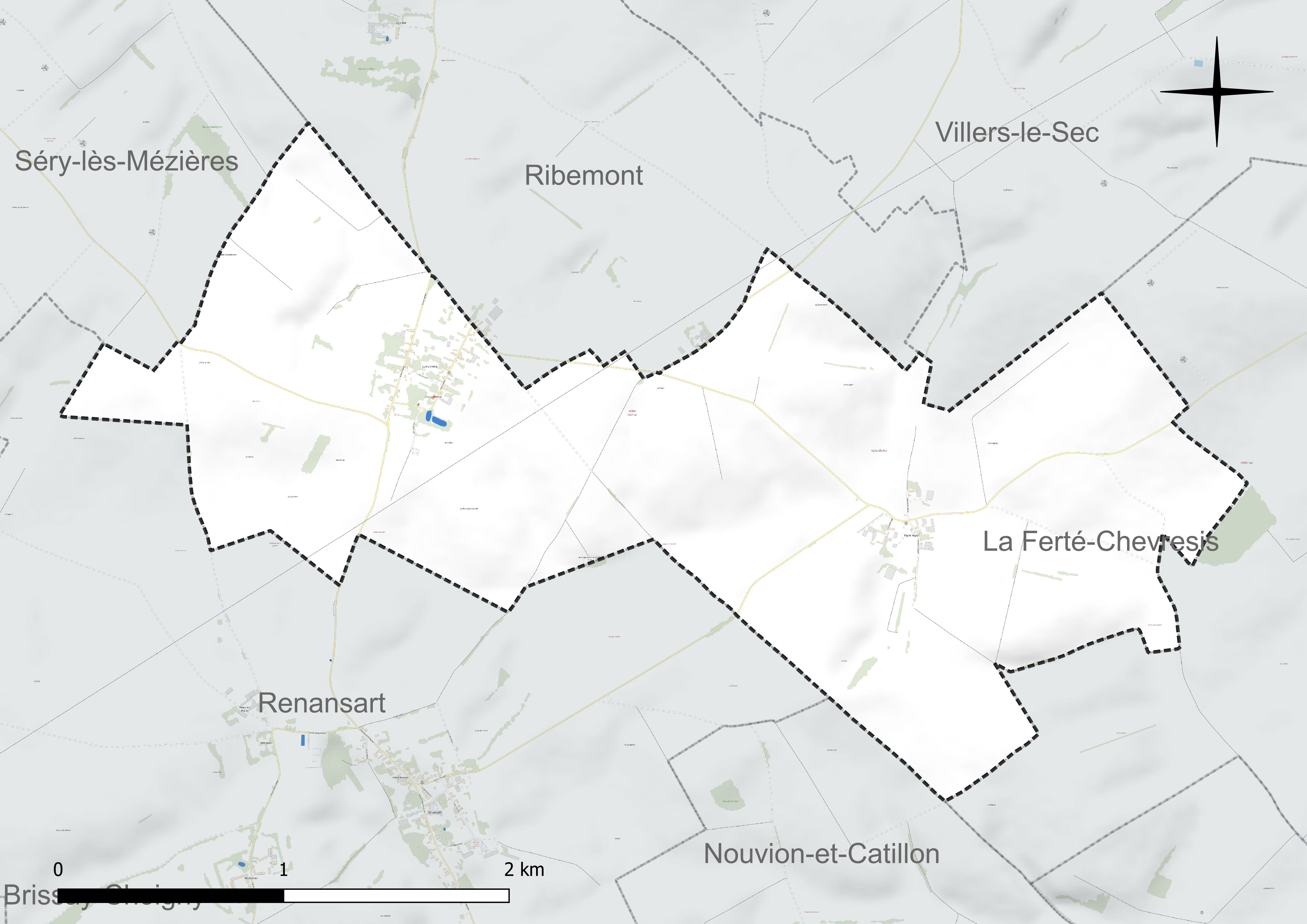
Réseau hydrographique de Surfontaine.

### Climat
Pour des articles plus généraux, voir Climat des Hauts-de-France et Climat de l'Aisne.
En 2010, le climat de la commune est de type climat océanique dégradé des plaines du Centre et du Nord, selon une étude du CNRS s'appuyant sur une série de données couvrant la période 1971-2000. En 2020, Météo-France publie une typologie des climats de la France métropolitaine dans laquelle la commune est exposée à un climat océanique altéré et est dans la région climatique Nord-est du bassin Parisien, caractérisée par un ensoleillement médiocre, une pluviométrie moyenne régulièrement répartie au cours de l'année et un hiver froid (3 °C).
Pour la période 1971-2000, la température annuelle moyenne est de 10,1 °C, avec une amplitude thermique annuelle de 15,1 °C. Le cumul annuel moyen de précipitations est de 751 mm, avec 12,4 jours de précipitations en janvier et 9 jours en juillet. Pour la période 1991-2020, la température moyenne annuelle observée sur la station météorologique la plus proche, située sur la commune d'Aulnois-sous-Laon à 18 km à vol d'oiseau, est de 11,0 °C et le cumul annuel moyen de précipitations est de 685,6 mm,. Pour l'avenir, les paramètres climatiques de la commune estimés pour 2050 selon différents scénarios d'émission de gaz à effet de serre sont consultables sur un site dédié publié par Météo-France en novembre 2022.

## Urbanisme

### Typologie
Au 1er janvier 2024, Surfontaine est catégorisée commune rurale à habitat dispersé, selon la nouvelle grille communale de densité à 7 niveaux définie par l'Insee en 2022.
Elle est située hors unité urbaine et hors attraction des villes,.

### Occupation des sols

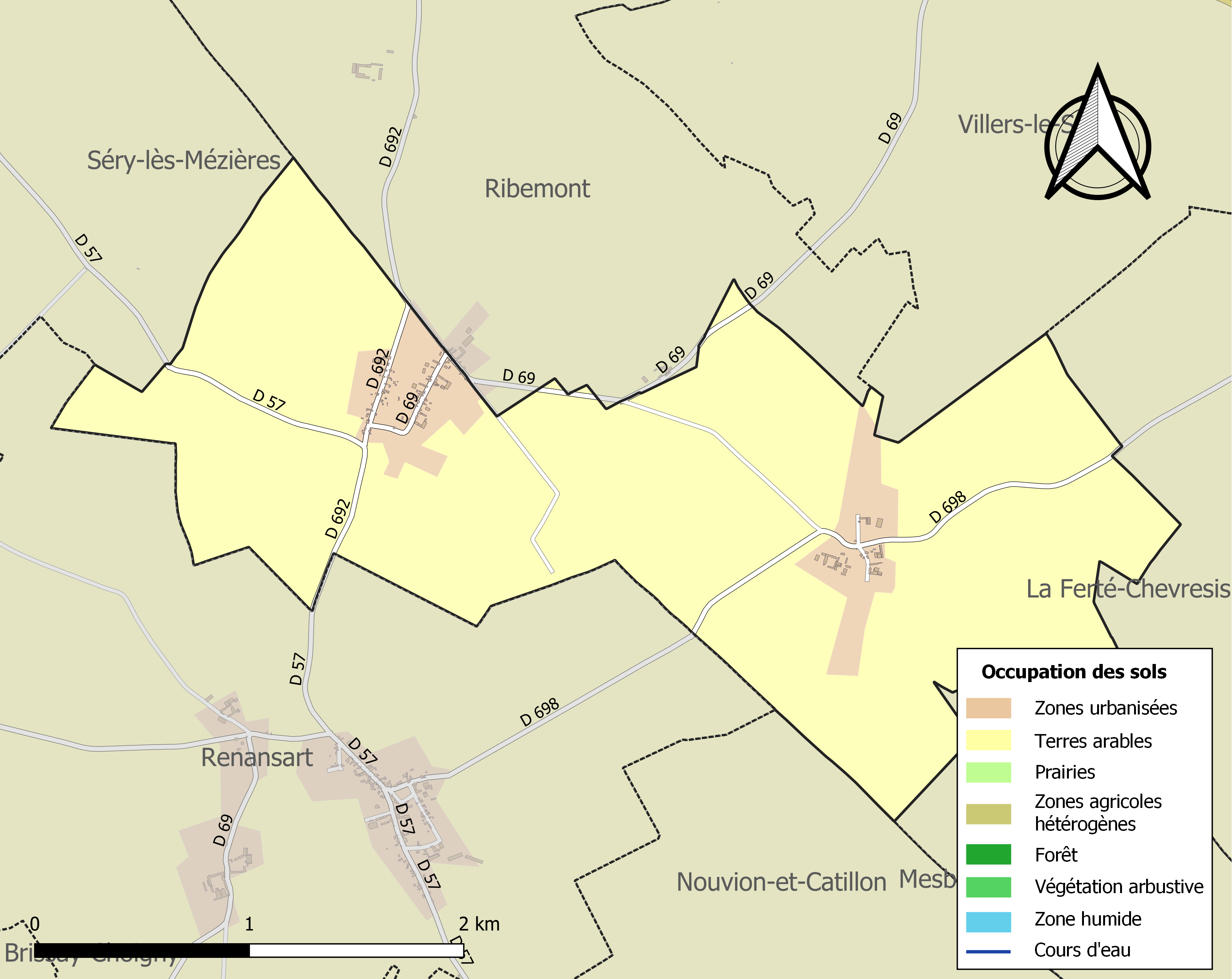
Carte de l'occupation des sols de la commune en 2018 (CLC).

L'occupation des sols de la commune, telle qu'elle ressort de la base de données européenne d'occupation biophysique des sols Corine Land Cover (CLC), est marquée par l'importance des territoires agricoles (91,8 % en 2018), une proportion identique à celle de 1990 (91,8 %). La répartition détaillée en 2018 est la suivante : 
terres arables (91,8 %), zones urbanisées (8,2 %).
L'évolution de l'occupation des sols de la commune et de ses infrastructures peut être observée sur les différentes représentations cartographiques du territoire : la carte de Cassini (XVIIIe siècle), la carte d'état-major (1820-1866) et les cartes ou photos aériennes de l'IGN pour la période actuelle (1950 à aujourd'hui).

### Lieux-dits, hameaux et écarts
La commune compte un hameau, Fay-le-Noyer.

### Habitat et logement
En 2013 et 2018, le nombre total de logements dans la commune était de 42, alors qu'il était de 41 en 2008.
Parmi ces logements, 85,7 % étaient des résidences principales, 4,8 % des résidences secondaires et 9,5 % des logements vacants. Ces logements étaient pour 100 % d'entre eux des maisons individuelles et pour 0 % des appartements.
Le tableau ci-dessous présente la typologie des logements à Surfontaine en 2018 en comparaison avec celle de l'Aisne et de la France entière. Une caractéristique marquante du parc de logements est ainsi une proportion de résidences secondaires et logements occasionnels (4,8 %) supérieure à celle du département (3,5 %) mais inférieure à celle de la France entière (9,7 %). Concernant le statut d'occupation de ces logements, 77,8 % des habitants de la commune sont propriétaires de leur logement (82,9 % en 2013), contre 61,6 % pour l'Aisne et 57,5 % pour la France entière.
| Typologie                                               | Surfontaine | Aisne | France entière |
| ------------------------------------------------------- | ----------- | ----- | -------------- |
| Résidences principales (en %)                           | 85,7        | 86,7  | 82,1           |
| Résidences secondaires et logements occasionnels (en %) | 4,8         | 3,5   | 9,7            |
| Logements vacants (en %)                                | 9,5         | 9,8   | 8,2            |

## Toponymie

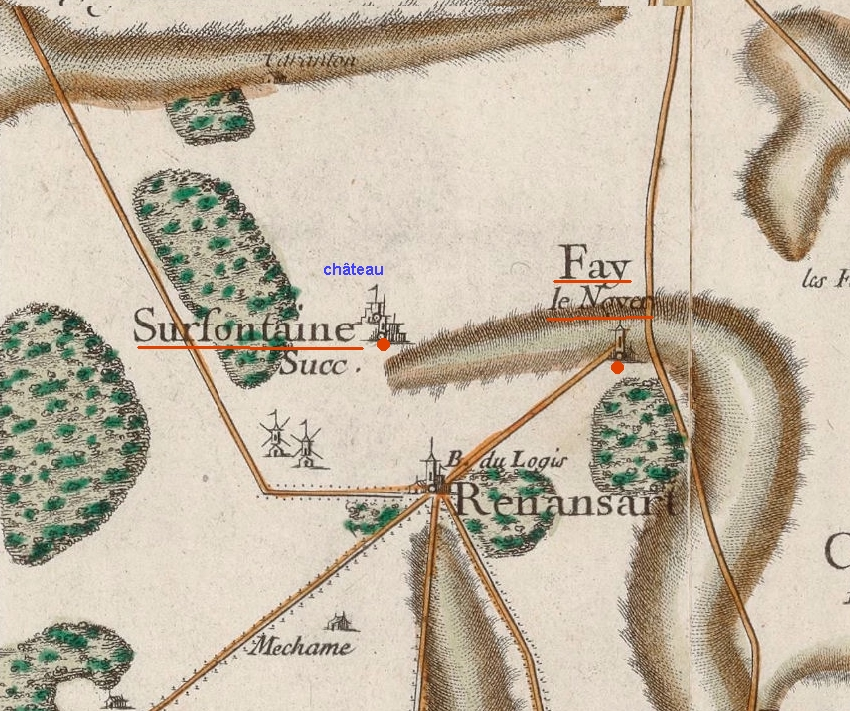
Carte de Cassini du secteur.

Le village  est cité pour la première fois sous l'appellation  latine de Septen-Fontes au XIIe siècle dans un cartulaire de l'abbaye de Saint-Denis.  Le nom variera encore de nombreuses fois  encore en fonction des différents transcripteurs :  Serene-Fontes, Territorium de Fontanis, Serfontaine, Serfontainnes, Seurfontaine, Cerfontaine , et enfin la dénomination actuelle Surfontaine sur la carte de Cassini au XVIIIe siècle.

Le hameau de Fay-le-Noyer est cité au XIIe siècle sous le nom de Fai, Fais, Fagetum, Fayacum, Fayt-le-Noyer, Fay-le-Noyé, Fay-le-Noyel et Fay-le -Noyer depuis 1750.
Les deux moulins représentés au sud sur la carte de Cassini étaient situés sur le terroir de Renansart.

## Histoire

### Antiquité
Surfontaine est traversé par la voie romaine de Reims à Saint-Quentin, qui porte localement le nom de Chemin des Romains.

### Époque contemporaine

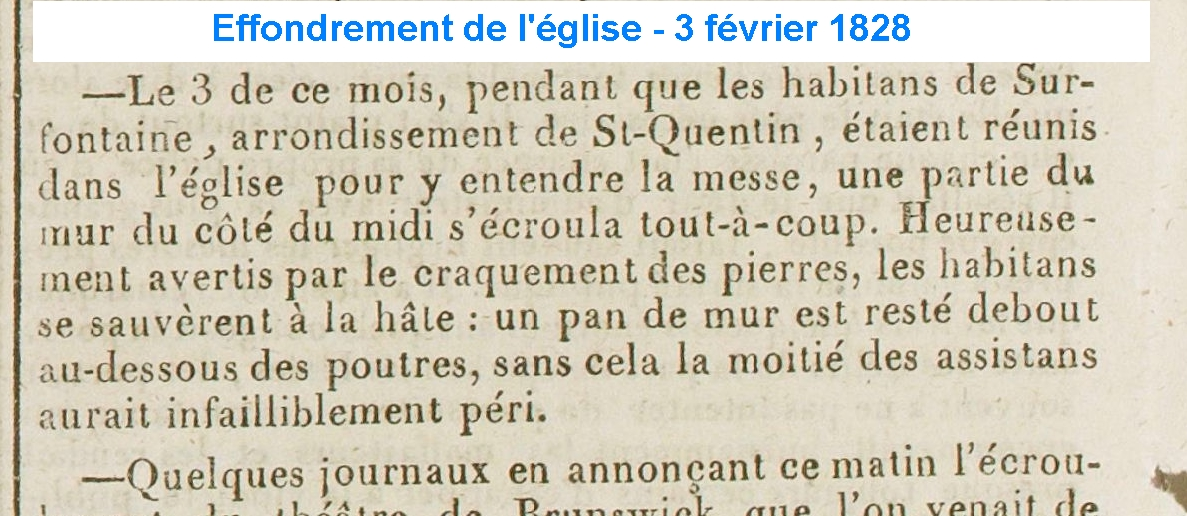
Effondrement de l'église en 1828.

## Politique et administration

### Rattachements administratifs et électoraux

#### Rattachements administratifs
La commune se trouve  dans l'arrondissement de Saint-Quentin du département de l'Aisne.
Elle faisait partie depuis 1793 du canton de Ribemont. Dans le cadre du redécoupage cantonal de 2014 en France, cette circonscription administrative territoriale a disparu, et le canton n'est plus qu'une circonscription électorale.

#### Rattachements électoraux
Pour les élections départementales, la commune fait partie depuis 2014 d'un nouveau canton de Ribemont porté de 15 à 52 communes.
Pour l'élection des députés, elle fait partie de la troisième circonscription de l'Aisne depuis le dernier découpage électoral de 2010.

### Intercommunalité
Surfontaine était membre de la communauté de communes de la Vallée de l'Oise, un établissement public de coopération intercommunale (EPCI) à fiscalité propre créé en 2000 et auquel la commune avait transféré un certain nombre de ses compétences, dans les conditions déterminées par le code général des collectivités territoriales.
Dans le cadre des dispositions de la loi portant nouvelle organisation territoriale de la République du 7 août 2015, qui prévoit que les établissements publics de coopération intercommunale (EPCI) à fiscalité propre doivent avoir un minimum de 15 000 habitants, cette intercommunalité a fusionné avec sa voisine pour former, le 1er janvier 2017, la communauté de communes du Val de l'Oise, dont est désormais membre la commune.

### Liste des maires
| Période                                  | Période                         | Identité           | Étiquette | Qualité |
| ---------------------------------------- | ------------------------------- | ------------------ | --------- | --- |
| Les données manquantes sont à compléter. |                                 |                    |           | |
|                                          |                                 |                    |           | |
| avant 1954                               |                                 | Maurice Blot       |           | |
|                                          |                                 |                    |           | |
| 1992                                     | juin 2023                       | Didier Beauvais    | DVD       | Agriculteur Président de la CC de la Vallée de l'Oise (2008 → 2014) Président de la CC du Val de l'Oise (2014 → 2023) Mort en fonction |
| 29 septembre 2023,                       | En cours (au 30 septembre 2023) | Anne-Sophie Leplay |           | Fille de Didier Beauvais |

## Démographie
L'évolution du nombre d'habitants est connue à travers les recensements de la population effectués dans la commune depuis 1793. Pour les communes de moins de 10 000 habitants, une enquête de recensement portant sur toute la population est réalisée tous les cinq ans, les populations de référence des années intermédiaires étant quant à elles estimées par interpolation ou extrapolation. Pour la commune, le premier recensement exhaustif entrant dans le cadre du nouveau dispositif a été réalisé en 2008.

En 2022, la commune comptait 98 habitants, en évolution de −2 % par rapport à 2016 (Aisne : −1,97 %, France hors Mayotte : +2,11 %).
| 1793 | 1800 | 1806 | 1821 | 1831 | 1836 | 1841 | 1846 | 1851 |
| ---- | ---- | ---- | ---- | ---- | ---- | ---- | ---- | ---- |
| 560  | 541  | 594  | 609  | 618  | 640  | 641  | 616  | 504  |

| 1856 | 1861 | 1866 | 1872 | 1876 | 1881 | 1886 | 1891 | 1896 |
| ---- | ---- | ---- | ---- | ---- | ---- | ---- | ---- | ---- |
| 445  | 432  | 395  | 360  | 334  | 318  | 304  | 280  | 243  |

| 1901 | 1906 | 1911 | 1921 | 1926 | 1931 | 1936 | 1946 | 1954 |
| ---- | ---- | ---- | ---- | ---- | ---- | ---- | ---- | ---- |
| 234  | 240  | 207  | 160  | 147  | 140  | 125  | 119  | 141  |

| 1962 | 1968 | 1975 | 1982 | 1990 | 1999 | 2006 | 2008 | 2013 |
| ---- | ---- | ---- | ---- | ---- | ---- | ---- | ---- | ---- |
| 117  | 129  | 101  | 80   | 66   | 83   | 97   | 101  | 101  |

| 2018 | 2022 | - | - | - | - | - | - | - |
| ---- | ---- | - | - | - | - | - | - | - |
| 104  | 98   | - | - | - | - | - | - | - |

## Culture locale et patrimoine

### Lieux et monuments
- Église Sainte-Barbe de Surfontaine.
- Chapelle Sainte-Geneviève à Fay-le-Noyer (XVIIIe siècle)[24].
- Monument aux morts.
- Calvaire.

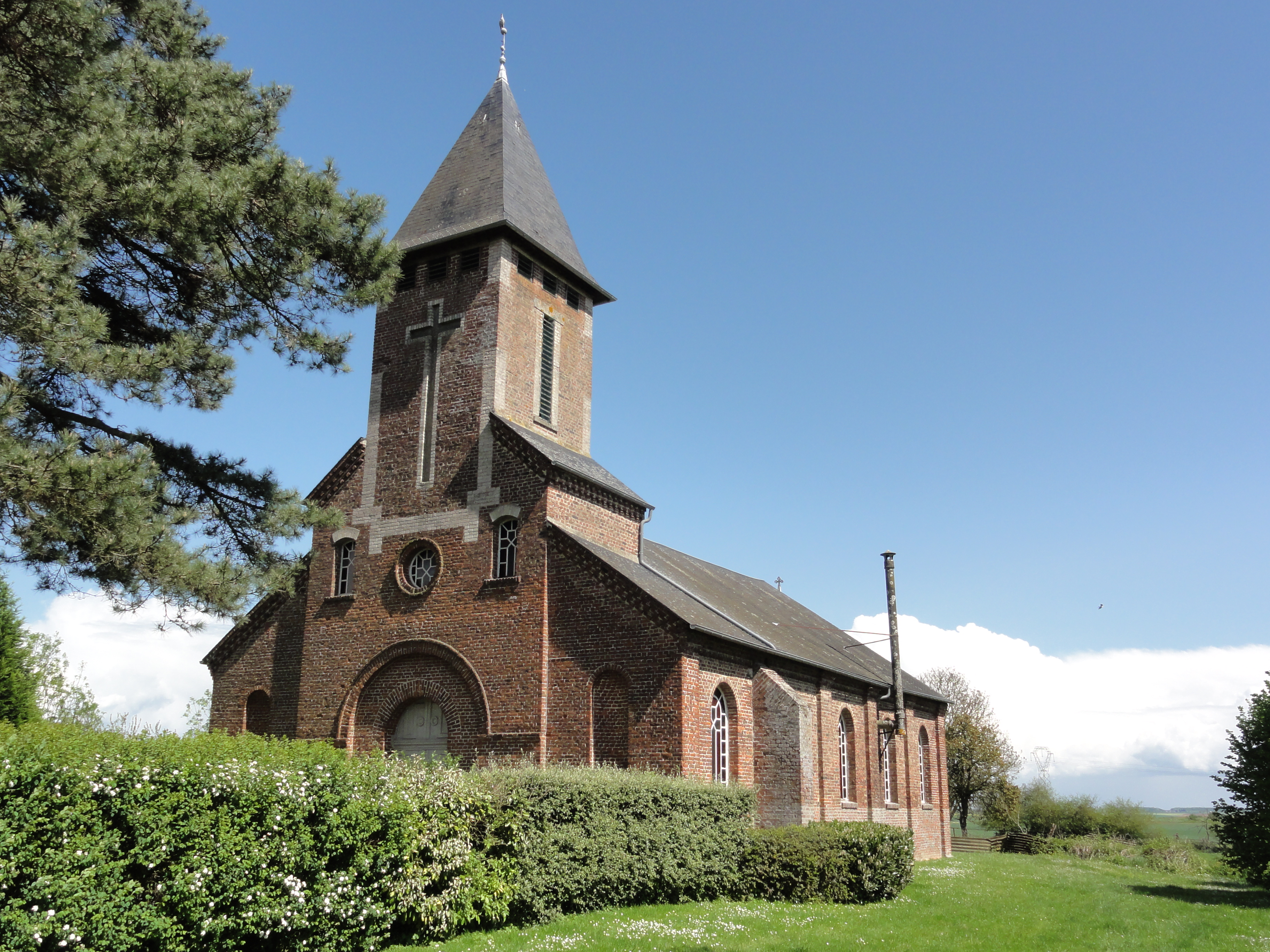
Église Sainte-Barbe.
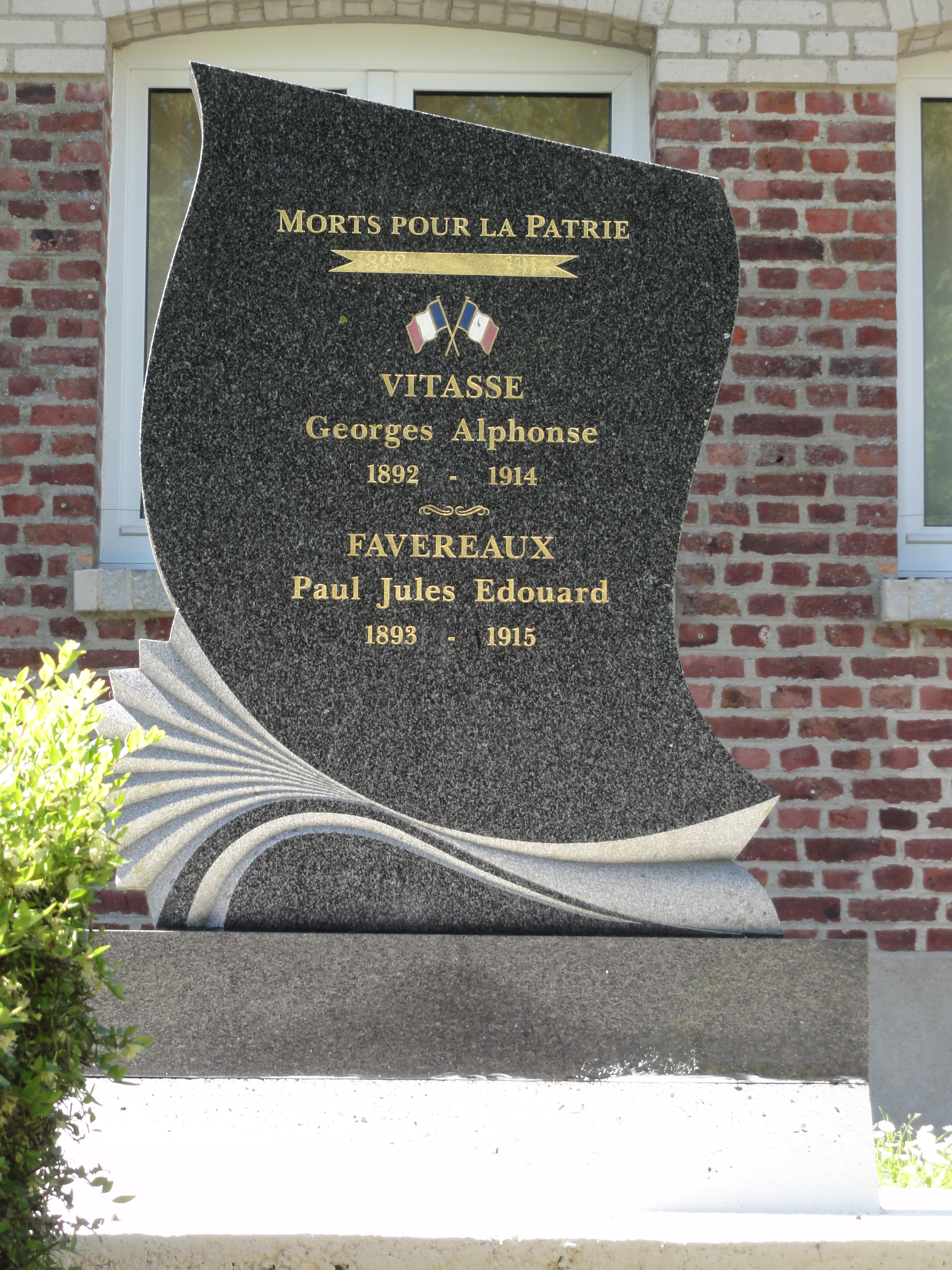
Monument aux morts.
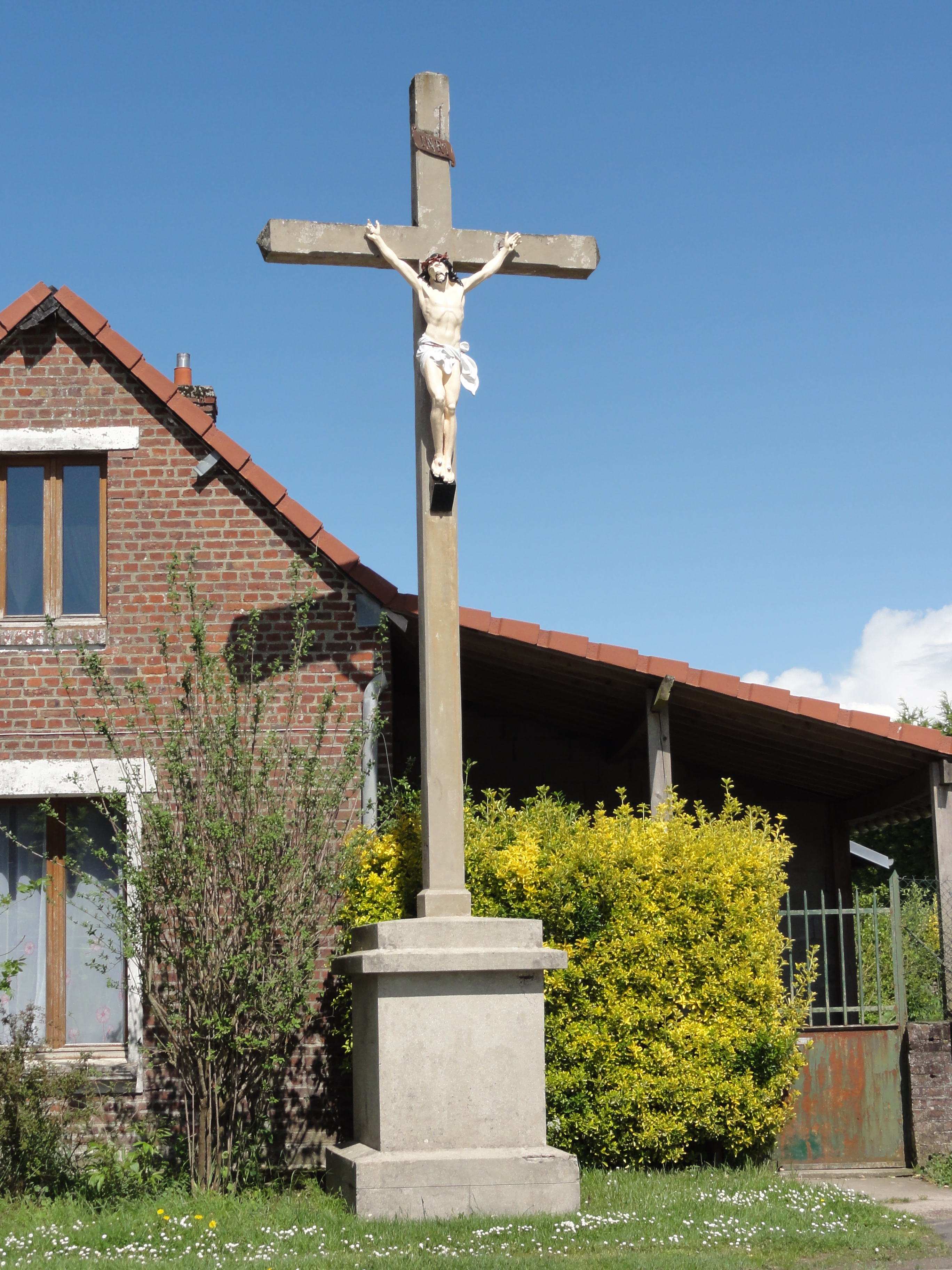
Calvaire.

## Pour approfondir